# Deriva espacial
Deriva estelar, o el movimiento de las estrellas y planetas, es el resultado causado por la carencia de un marco de referencia absoluto en relatividad especial. El término es utilizado principalmente en la ciencia ficción, sin embargo; en particular, el fenómeno afecta a los stargates en la franquicia Stargate.
Nada en el espacio permanece quieto—más precisamente, permanecer quiento es algo que carece de sentido si no se define que es "quieto". La mayoría de las galaxias se han estado moviendo desde el Big Bang, como está explicado en la expansión métrica del espacio. El movimiento de las galaxias es también influenciado por los grupos de galaxias y los cúmulos. Las estrellas orbitan galaxias que se mueven, y también orbitan grupos de estrella y estrellas binarias. Los planetas orbitan sus estrellas en movimiento.
La deriva estelar está medida por dos componentes: movimiento propio (multiplicado por la distancia) y velocidad radial. El movimiento propio es una estrella moviéndose a través del cielo, lentamente cambiando las formas de las constelaciones a través de miles de años. Puede ser medido utilizando un telescopio para detectar movimientos pequeños sobre periodos largos de tiempo. La velocidad radial es qué tan rápidamente se aproxima la estrella o se aleja de nosotros. Es medido utilizando Corrimiento al rojo. Ambos componentes son afectados por la órbita de la Tierra alrededor del Sol, así que los movimientos de las estrellas están descritos relativos al Sol, no la Tierra.